# Tildy Grob-Wengér
Tildy Grob-Wengér, Taufname Mathilde Magdalena Grob (* 31. Juli 1914 in Winterthur; † 4. Mai 2012 in Zürich), war eine Schweizer Bildhauerin, Malerin, Illustratorin und Grafikerin.

## Leben und Werk
Tildy Grob-Wengér war mit Henri Wengér (1914–1972) verheiratet. Seine «Librairie François» war ein Treffpunkt von Poeten und Künstlern und befand sich an der Ecke Froschau-Gasse/Neumarkt in der Altstadt von Zürich. Auf dem Gebiet der Literatur und Originalgrafik machte sich die Galerie einem internationalen bekannten Namen.
Tildy Grob-Wengér wuchs in Winterthur auf. Nach Abschluss der Höheren Töchterschule besuchte sie, unterstützt von ihrer Mutter, die Akademie der Künste in Hamburg. Wieder in der Schweiz unterrichtete sie Zeichnen an Privatschulen und war zum Broterwerb als Illustratorin tätig.
Henri Wengér verhalf ihr zu einem Aufenthalt im Atelier «La Courriere» in Paris, wo sie die Kupferdrucktechnik erlernte. Auch lernte sie u. a. Max Ernst, Marc Chagall und Raoul Dufy kennen.
Tildy Grob-Wengér schuf sich einen Namen als Graveurin und gewann 1976 mit ihren grafischen Arbeiten den «Prix Picasso». Zudem wurde sie an diverse internationale Grafik-Biennalen eingeladen und erhielt zahlreiche Auszeichnungen sowie Stipendien. Tildy Grob-Wengér unternahm regelmässig Studienreisen nach Spanien und Marokko. Während einigen Jahren lebte sie auf Ibiza. Dort schuf sie vor allem Holzskulpturen.
Als Henri Wengér starb, führte sie die «Librairie François» noch sieben Jahre weiter. Danach widmete sie sich wieder ihren eigenen Projekten. Tildy Grob-Wengér wohnte über 40 Jahre im Atelierhaus Wuhrstrasse in Zürich.
Tildy Grob-Wengér war Mitglied der Vereinigung Schweizerischer Holzschneider XYLON und von 1963 bis 2002 Mitglied der Schweizerische Gesellschaft Bildender Künstlerinnen.